# Trio de corda, Op. 9 núm. 3 (Beethoven)
El Trio de corda en do menor, Op. 9 núm. 3 és una obra per a violí, viola i violoncel de Beethoven. Fou compost l'any 1796-98 i està dedicat al comte de Brown. Aparegué publicat a l'editorial Traëg. Se'l numera com a Trio de corda núm. 5 de Beethoven.

## Anàlisi de l'obra
El trio a cordes és en quatre moviments :
1. Allegro con spirito
2. Adagio malparit espressione
3. Scherzo: Allegro molto vivace
4. Presto

La durada de l'execució és d'uns 23 minuts.
L'últim trio de l'Op.9, en do menor, aporta més energia i novetat al conjunt, amb un to molt apassionat. La tonalitat de do menor és una de les més importants en Beethoven. Per exemple, tres de les seves sonates per a piano i la Simfonia núm. 5 van ser escrites en do menor.
Aquest trio invoca el poder i el caràcter peculiar d'obres posteriors tan característic de Beethoven. Efectes dinàmics, contrastos bruscos en el ritme i enfrontaments harmònics entre diversos elements de la música proporcionen una sensació d'ansietat. Per contra, l'Adagio porta la pau i la renúncia al do major, amb un episodi més viu enmig del moviment. Tant el Scherzo com el Finale donen continuïtat a la tempesta apassionada i enèrgica del primer moviment.